# Poprężniki
Poprężniki – wieś w Polsce położona w województwie łódzkim, w powiecie sieradzkim, w gminie Goszczanów.
W latach 1975–1998 miejscowość administracyjnie należała do województwa sieradzkiego.

## Historia
Dawniej była to miejscowość służebna, związana z wytwarzaniem uprzęży końskiej – stąd nazwa wsi (wzmiankowana po raz pierwszy w 1386 r.).
W dniu 23 sierpnia 1863 r. oddział kawalerii powstańczej pod dowództwem Bąkowskiego, spieszący na koncentrację do Sędziejowic został wytropiony przez wojsko moskiewskie dowodzone przez ppłka Bołdyrewa (Kozacy i piechota na wozach). Doszło do bitwy. Polacy stracili 20 ludzi, w tym prawdopodobnie 12 zabitych. Wśród poległych Polaków był Andrzej Więckowski – ekonom z powiatu konińskiego, Albin Cymerman, Zygmunt Trąbczynski ze Środy Wlkp. lat 26, Antoni – z zawodu rzeźnik, lat 44. Część poległych pochowano na cmentarzu w Warcie, resztę przy drodze w Poprężnikach. W tym miejscu stał krzyż drewniany, zastąpiony w 1967 r. z inicjatywy sołtysa Adama Stefaniaka krzyżem metalowym na betonowej podstawie.

## Zabytki
Przy drodze do Strachanowa uszkodzony wiatrak – koźlak.

## Przyroda
We wsi park podworski z pomnikami przyrody. 

## Turystyka
Przechodzi tędy  znakowany na czerwono szlak turystyczny poświęcony powstaniu styczniowemu.